# Archidiecezja Sewilli
Archidiecezja Sewilli (łac. Archidioecesis Hispalensis) – archidiecezja Kościoła rzymskokatolickiego w Hiszpanii. Jest główną diecezją metropolii Sewilli.

## Historia
Została erygowana w III w. W IV wieku została podniesiona do rangi metropolii. W okresie władzy muzułmańskiej w VIII–XIII w. biskupstwo faktycznie nie funkcjonowało. W XVI w. podlegały jej katolickie parafie na terenie hiszpańskich kolonii (późniejsze diecezje Puerto Rico i Cuzco). Jej sufraganiami były też początkowo erygowane w 1511 r.  diecezje Santo Domingo i Limy oraz diecezja meksykańska (wcześniej jukatańska, Tlaxcali i Puebla de los Angeles), przekształcone w 1546 r. w archidiecezje.  W XX w. z jej terytorium wydzielono diecezję Huelvy (1953) i diecezję Jerez de la Frontera (1980). Archidiecezja jest tradycyjnie posto cardinalizio – miejscem kardynalskim.

## Biskupi
- Biskup diecezjalny: abp Josep Ángel Saiz Meneses
- Biskup pomocniczy: Teodoro León
- Biskup pomocniczy: Ramón Valdivia
- Biskup senior: abp Juan José Asenjo Pelegrina